# Gotibo
Pour l’article homonyme, voir Gotibo (canton).
Les Gotibo sont un peuple bété de Côte d'Ivoire vivant dans le département de Gagnoa.Gagnoa est la capitale du district du Gôh-Djiboua, cette ville est située au centre-ouest de la cote d'ivoire.